# Bernard-Édouard Swebach
Bernard-Édouard Swebach, né le 21 août 1800 à Paris et mort le 2 mars 1870 à Versailles, est un peintre et lithographe français de l'époque romantique.

## Biographie
Son père Jacques François Joseph Swebach-Desfontaines (1769-1823) est peintre, et son grand-père paternel, graveur, sculpteur.
Dès 1814 il acquiert une formation académique à l'école des Beaux-Arts tout en apprenant le métier dans l'atelier de son père. Après l'abdication de Napoléon Ier, il suit son père en Russie, où le tsar Alexandre Ier confie à celui-ci la direction de la manufacture impériale de porcelaine de Saint-Pétersbourg. En 1820, ils retournent à Paris, rue du Bac, où ils partagent le même atelier et réalisent des toiles « à quatre mains », vendues sous un seul nom. Ce n'est qu'à partir du salon de 1822 que Bernard-Édouard Swebach expose, seul et sous son nom, une toile intitulée Hangar servant d’écurie à des hussards de la garde. Après la mort de son père en 1823, il se libère progressivement de son influence, et s'inspire du romantisme britannique jusqu'en 1838, où il se retire à Versailles et se consacre principalement à la lithographie. Lorsqu'il signe, sa signature est généralement « Ed. Swebach »,,,.
Il meurt en 1870 à son domicile, 84 rue Royale à Versailles, auprès de son épouse Jeanne Julie Astier.

## Œuvres (sélection)
Ses thèmes favoris sont les scènes de genre, et les scènes d'Histoire, comportant souvent des chevaux.

### Toiles
Certaines de ses toiles sont visibles en ligne,,,.

Quelques toiles de Bernard-Édouard Swebach
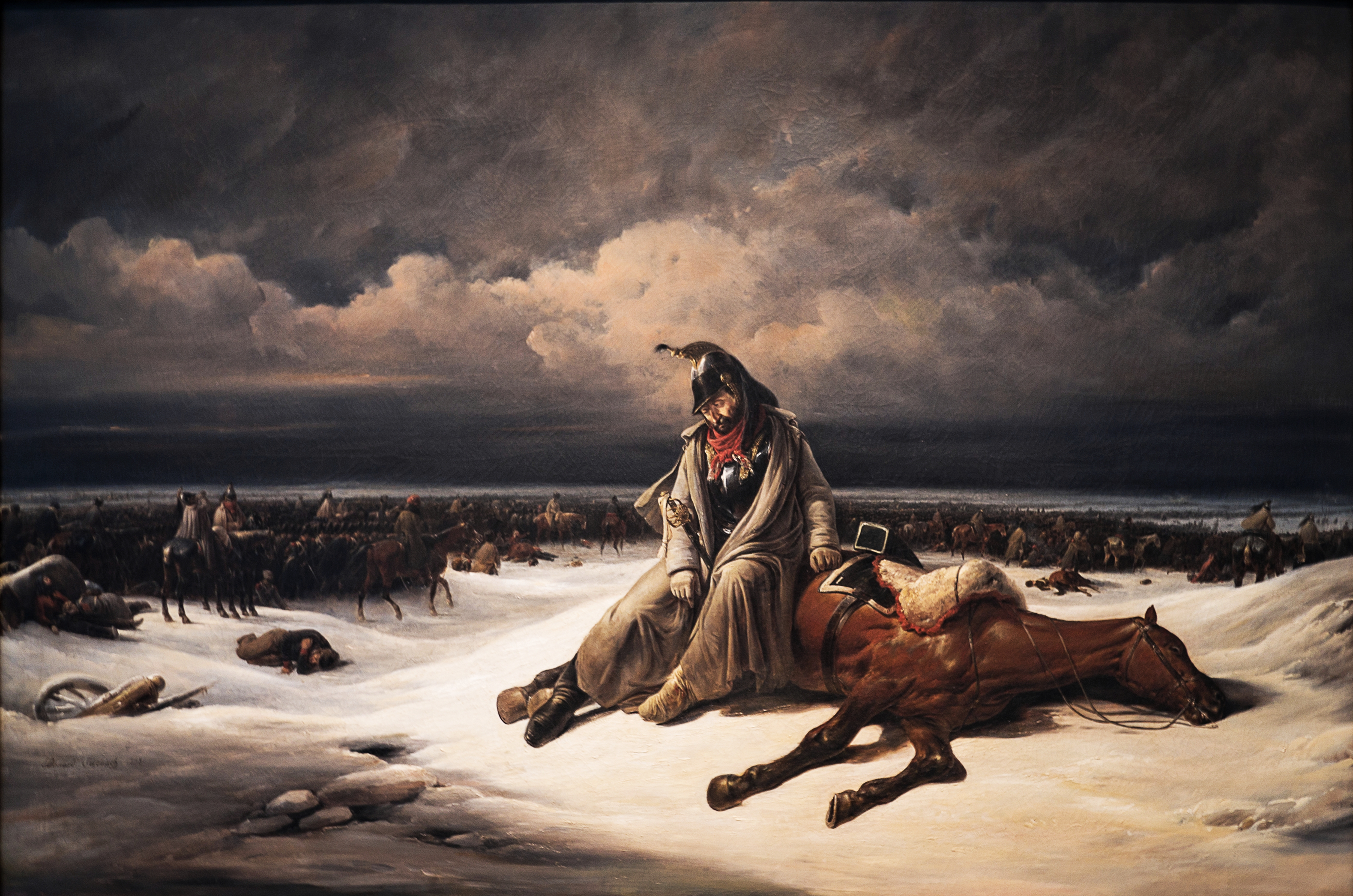
Retraite de Russie
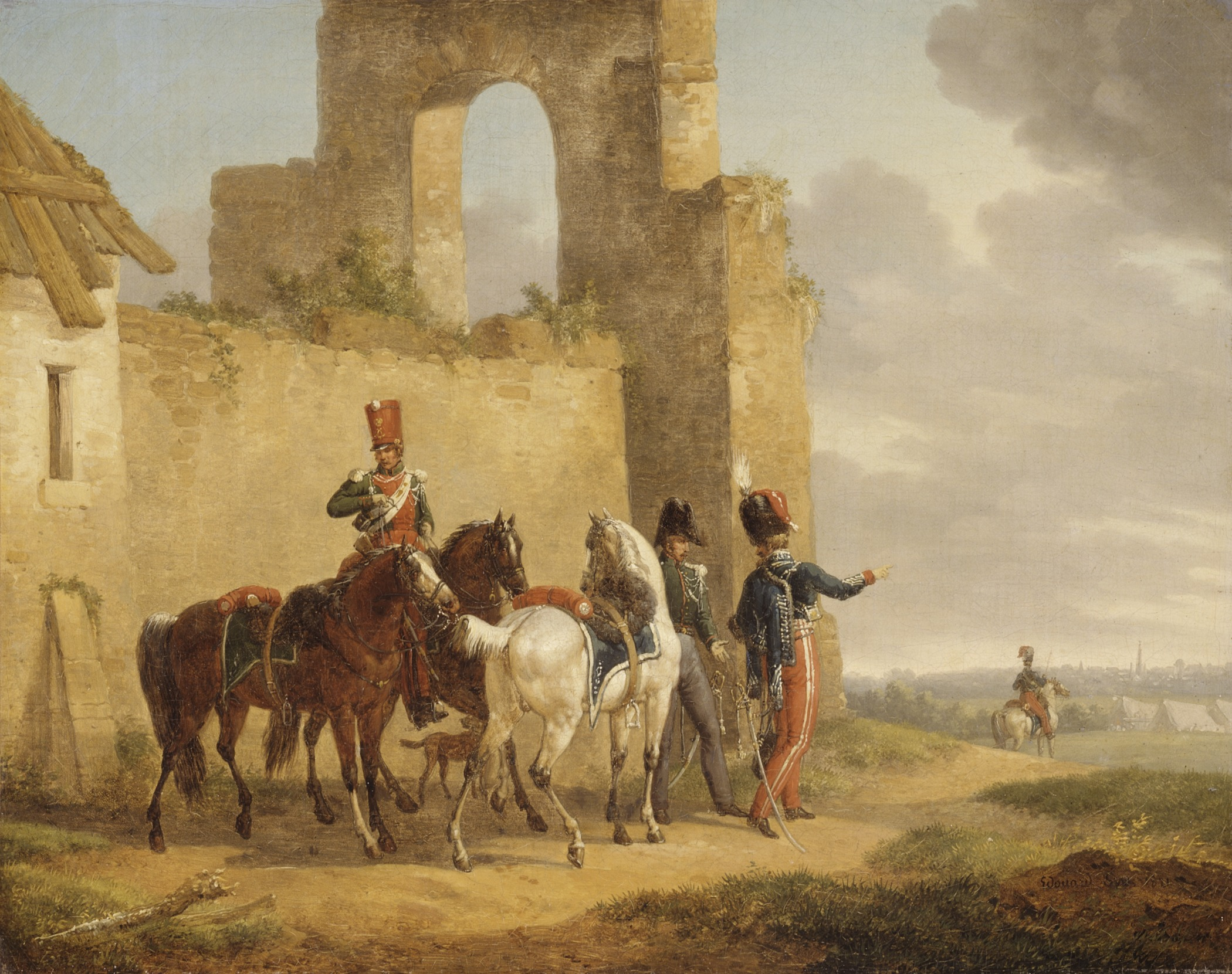
Scène militaire
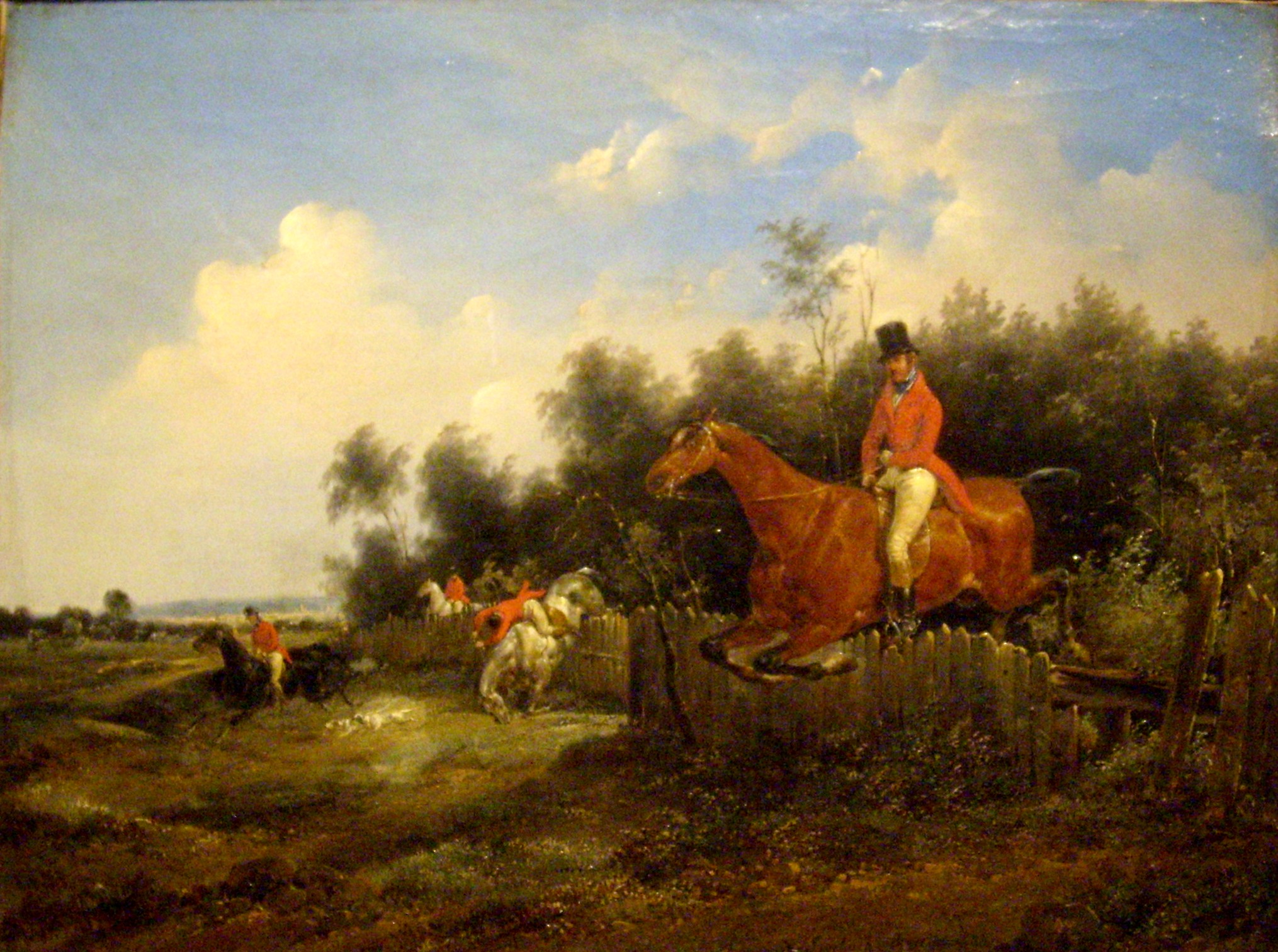
Chasse à courre au bois de Boulogne
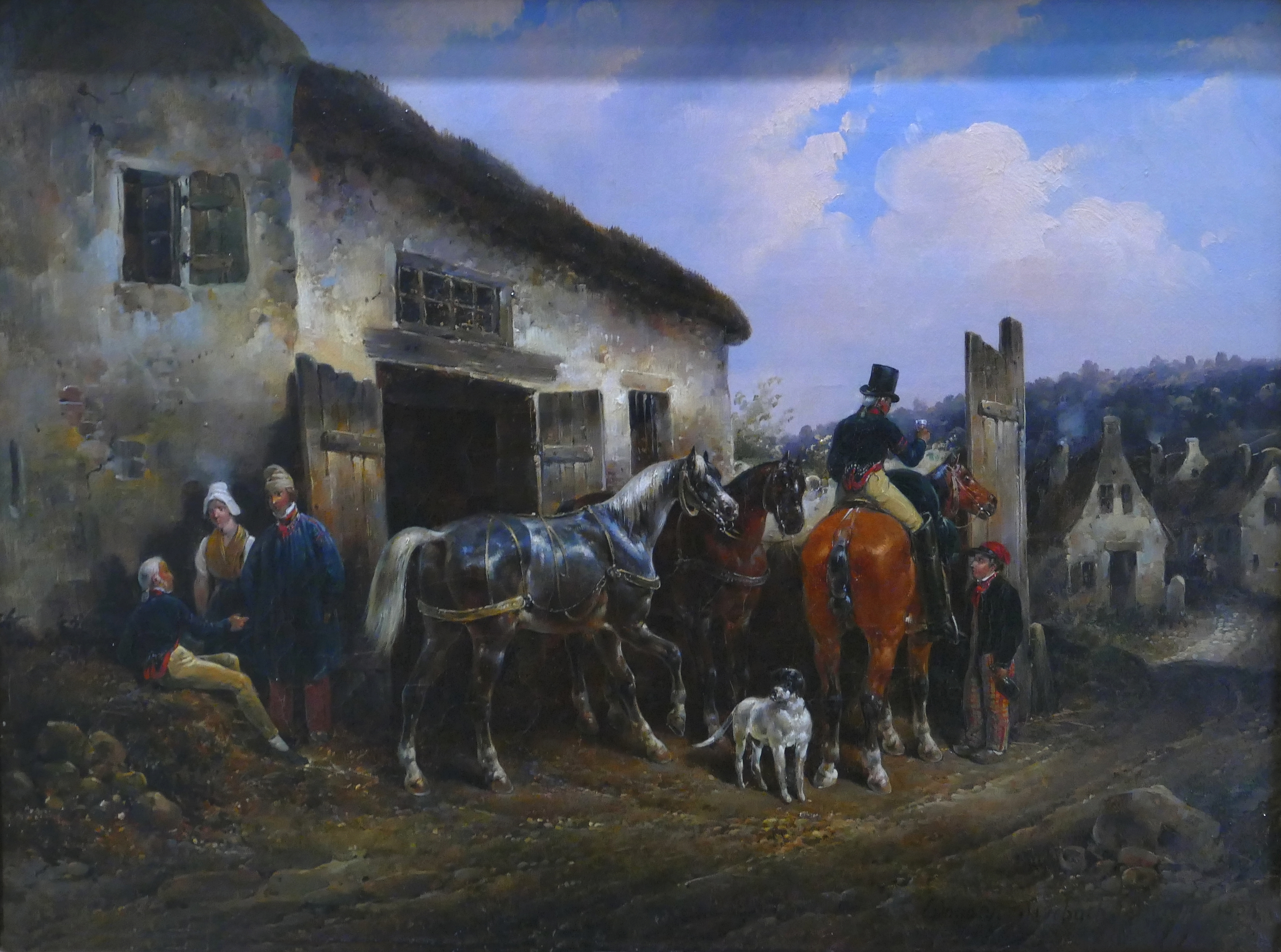
Le Coup de l'étrier

### Lithographies
Plusieurs lithographies sont accessibles en ligne,,,.

## Expositions
Jusqu'en 1838, il expose régulièrement aux Salons,,.

## Collections publiques
Des œuvres de Bernard-Édouard Swebach sont détenues par des musées français et étrangers, :
- Musée Carnavalet (Paris) :

Toile La barrière de la Villette ou barrière Saint-Martin (1820) et gravures diverses
- Musée de La Poste (Paris), dépôt d'Amboise :

Toile Le Coup de l'étrier (1834)
- Bibliothèque du Centre des monuments nationaux à Paris :

Douze gravures en couleurs de Bernard-Édouard Swebach, publiées dans un recueil dénommé Semaine parisienne 1830,, constituent le « reportage associé » à un récit fait par P. G. Prosper L****** intitulé Souvenir glorieux du Parisien ou Précis historique des journées des 26, 27, 28, 29, 30 et 31 juillet 1830.
- Musée des Beaux-Arts et d'Archéologie de Besançon :

Toile Retraite de Russie (1838) (œuvre prêtée au Louvre-Lens)
- Musée des beaux-arts Thomas-Henry (Cherbourg) :

Toile Chasse à courre au bois de Boulogne (1834)
- National Trust (Wimpole, Royaume-Uni) :

Toile A Couple alighting from an Open Carriage and Pair
- Hartl Fine Arts Bamberg (Allemagne) :

Toile Scène de chasse
- Galerie nationale de Finlande (Helsinki) :

Toile Devant la maison,
- Musée national Pouchkine (Saint-Pétersbourg) :

Toile Les partisans en 1812 (1820)
- Musée d'Art du comté de Los Angeles (États-Unis) :

Toile Scène militaire (1821)
- Cleveland Museum of Art (États-Unis) :

Gravure La mort de l'estafette